# Daniel Nannskog
Daniel Nannskog (* 22. Mai 1974 in Helsingborg) ist ein schwedischer ehemaliger Fußballspieler. Der Stürmer, der einen Teil seiner Karriere in China und Norwegen bestritt, spielte zwischen 2007 und 2009 in der schwedischen Nationalmannschaft. Als Angreifer von Stabæk Fotball war er zweimal Torschützenkönig der norwegischen Tippeligaen.

## Werdegang

### Anfangsjahre und Jahre in der zweiten Liga
Nannskog spielte in der Jugend bei Högaborgs BK. Für den Klub debütierte er im Männerbereich und schaffte mit der Mannschaft die Meisterschaft in der viertklassigen Division 3 Södra Götaland. Dabei machte er höherklassig auf sich aufmerksam und wechselte zur Spielzeit 1996 zu Malmö FF in die Allsvenskan. Beim Klub aus Schonen verpasste er jedoch den Durchbruch und wechselte nach nur einer Saison in die zweitklassige Division 1.
Beim mehrfachen Landesmeister Djurgårdens IF unterschrieb Nannskog einen Zwei-Jahres-Kontrakt. Mit dem Stockholmer Verein, bei dem er an der Seite von Spielern wie Kaj Eskelinen oder Magnus Pehrsson auflief, spielte Nannskog um die Rückkehr in die Allsvenskan. In seinem ersten Jahr erreichte er mit der Mannschaft hinter dem Lokalrivalen Hammarby IF den Vizemeistertitel, scheiterte jedoch in den anschließenden Relegationsspielen an Östers IF aus Växjö. Im folgenden Jahr gelang dem um die späteren Nationalspieler Sharbel Touma und Mikael Dorsin ergänzten Verein als Zweitligameister der Wiederaufstieg. Obwohl er mit acht Saisontoren hinter Fredrik Dahlström und Lucas Nilsson der drittbeste Torschütze des Vereins war, verließ er zum Saisonende den Klub und wechselte innerhalb der Liga zu Assyriska FF, bei dem er einen Ein-Jahres-Vertrag unterzeichnete.
Unter Leitung des deutschen Trainers Peter Antoine spielte Nannskog, dem sieben Saisontreffer gelangen, mit seinem neuen Arbeitgeber erneut um den Aufstieg in die Allsvenskan. Erst in den letzten Saisonspielen verpasste die Mannschaft die direkte Qualifikation für die Allsvenskan und musste sich als Vizemeister hinter GIF Sundsvall mit der Teilnahme an der Relegation zufriedengeben. Dort scheiterte die Mannschaft nach einem 1:1-Unentschieden durch eine 1:2-Niederlage nach Verlängerung an Örebro SK.
Anschließend ging Nannskog für eine Spielzeit zum Ligakonkurrenten IF Sylvia, der als Vorjahresdritter in der Nordstaffel der zweiten Liga sich für die eingleisige Superettan qualifiziert hatte. Mit der Mannschaft aus Norrköping konnte er sich in der neuen Liga etablieren und erreichte in der Abschlusstabelle der Zweitligaspielzeit 2000 einen Mittelfeldplatz.

### Aufstieg, Ausland und Nationalmannschaft
Zur Zweitligaspielzeit 2001 schloss sich Nannskog Landskrona BoIS an. Mit 21 Saisontreffern wurde er Torschützenkönig und führte die Mannschaft auf den zweiten Rang hinter Kalmar FF, der zum direkten Aufstieg berechtigte. Auch in der folgenden Erstligaspielzeit konnte er als regelmäßiger Torschütze glänzen und trug mit elf Toren zum Klassenerhalt des Klubs in der Allsvenskan bei.
Im Sommer 2003 entschied sich Nannskog zum Abschied von Landskrona BoIS und wechselte Mitte August nach China zu Sichuan Guancheng. Beim in der Chinese Super League spielenden Klub unterschrieb er einen Vertrag mit zweieinhalb Jahren Laufzeit. In seiner ersten Spielzeit in Asien führte er mit acht Saisontreffern seinen Verein auf den achten Tabellenrang, im folgenden Jahr erreichte er mit neun Toren den neunten Platz.

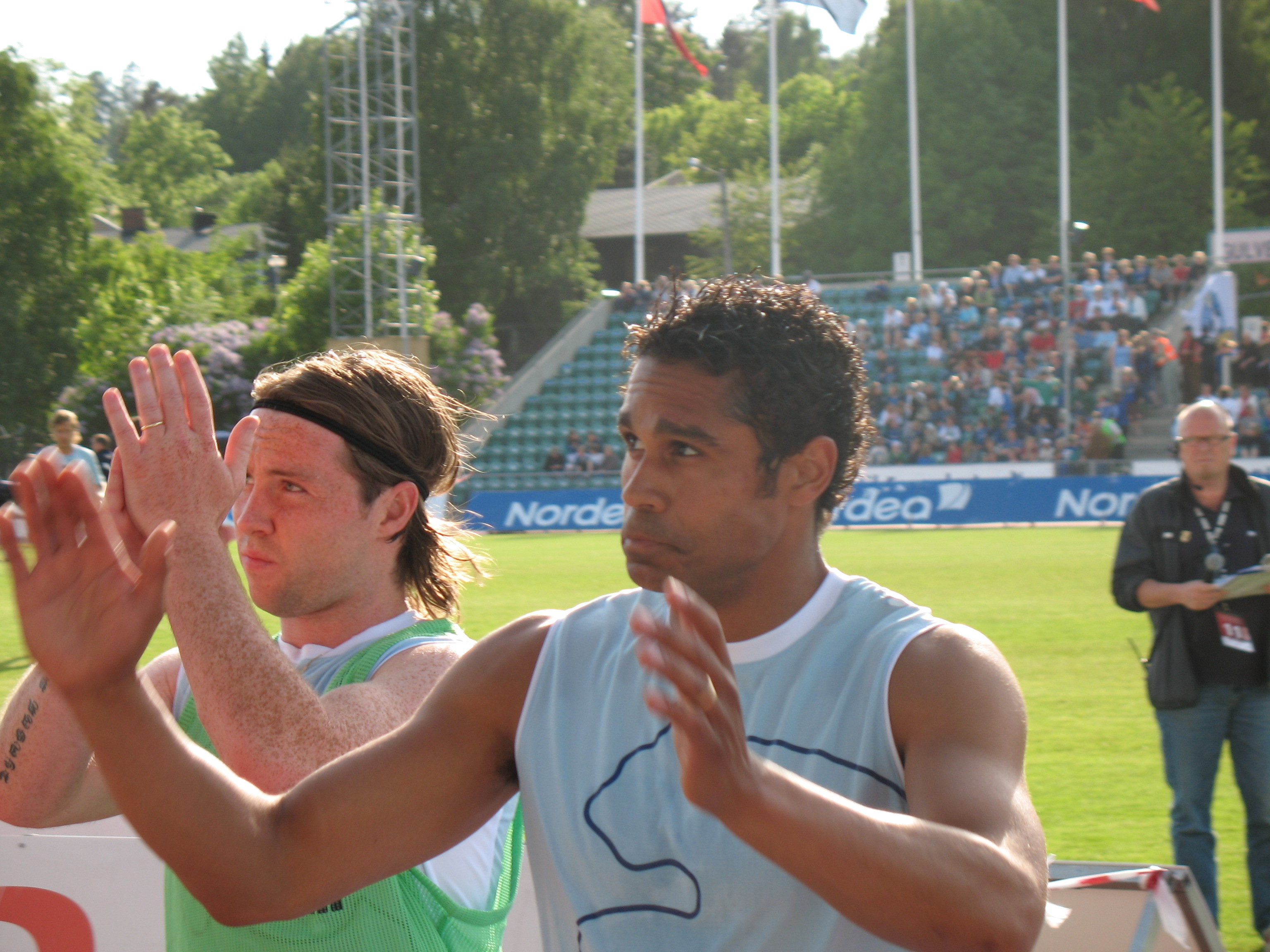
Nannskog (r.) mit Mannschaftskollege Veigar Páll Gunnarsson

2005 kehrte Nannskog nach Europa zurück und ging zum norwegischen Verein Stabæk Fotball, der in der zweitklassigen Adeccoligaen antrat. Mit 27 Toren in 29 Ligaspielen setzte er sich an die Spitze der Torschützenliste der zweiten norwegischen Liga und führte die Mannschaft zum Aufstieg in die Tippeligaen. An diese Erfolgsserie konnte er auch im norwegischen Oberhaus und wurde mit 19 Saisontoren vor seinem Mannschaftskollegen Veigar Páll Gunnarsson Torschützenkönig der Liga. Zwar verpasste die Mannschaft als Tabellenfünfter die Qualifikation für den Europapokal, dennoch beschloss er seinen Vertrag beim Klub zu verlängern.
Dank seiner stetigen Torerfolge spielte sich Nannskog auch in das Notizbuch des Nationaltrainers Lars Lagerbäck. Anlässlich einer Amerikatour der schwedischen Nationalmannschaft debütierte er am 14. Januar 2007 bei der 0:2-Niederlage gegen Venezuela in einer aus Spielern der nordeuropäischen Ligen bestehenden Landesauswahl. Am 21. Januar 2007 erzielte er beim 1:1-Unentschieden gegen Ecuador seinen ersten Länderspieltreffer. Dennoch konnte er sich nicht in der Auswahlmannschaft festsetzen.

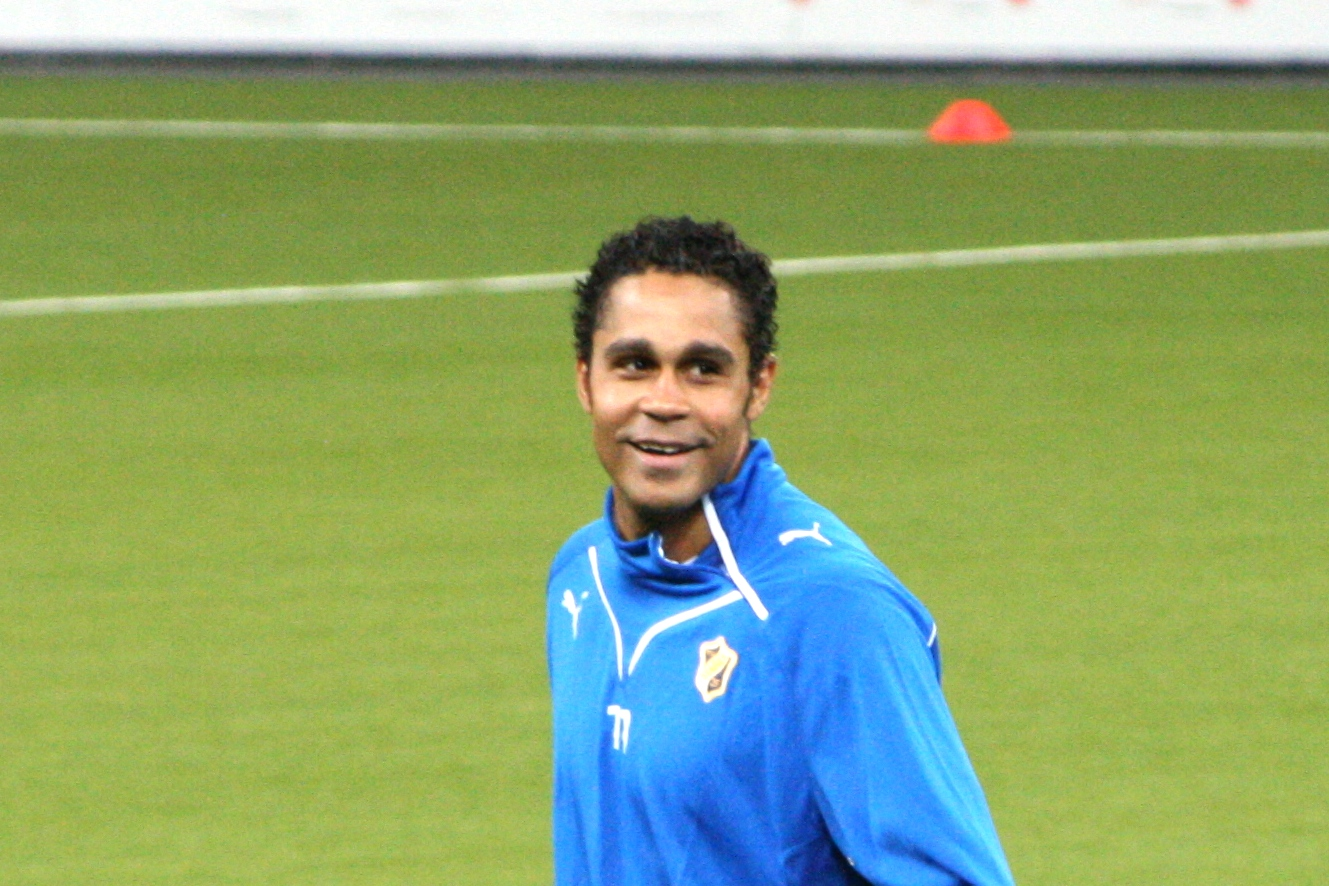
Nannskog im Februar 2009

Mit seinem Klub setzte Nannskog den Erfolg fort. Hinter Brann Bergen gelang in der Spielzeit 2007 der Vizemeistertitel und auch in der Torschützenliste belegte er mit 19 Saisontreffern hinter Thorstein Helstad, der 22 Tore erzielen konnte, den zweiten Platz. Im folgenden Frühjahr wurde er von der norwegischen Zeitung Dagbladet als bester ausländischer Spieler ausgezeichnet. In der folgenden Spielzeit konnte er diese Erfolge noch überbieten und wurde mit dem Klub norwegischer Landesmeister. Zudem platzierte er sich mit 16 Saisontoren vor seinem Landsmann Johan Andersson zum zweiten Mal in seiner Karriere an der Spitze der Torschützenliste und erhielt daraufhin den Kniksenprisen als bester Stürmer Norwegens.
Im Februar 2009 ermöglichte Lagerbäck ihm daraufhin die Rückkehr in die Nationalmannschaft. Sein Comeback bei der 2:3-Niederlage gegen die US-Nationalmannschaft krönte er mit dem Treffer zum zwischenzeitlichen 1:2. Einen Monat später konnte er durch einen 3:1-Erfolg über Vålerenga IF, bei dem ihm das Tor zum 1:0-Zwischenstand gelang, mit dem Superfinalen den ersten Titelgewinn des Jahres feiern. Die anschließende Spielzeit verlief für den Klub durchwachsen, doch auch aufgrund seiner 15 Saisontore, mit denen er sich erneut unter den Toptorschützen der Tippeligaen platzierte, erreichte er mit der Mannschaft den dritten Tabellenplatz.
Nach kleineren Blessuren kam Nannskog anfangs der Spielzeit 2010 lediglich zu elf Spieleinsätzen und fünf Saisontoren. Anfang August zog er sich eine schwerwiegende Muskelverletzung zu, so dass mit einem Ausfall bis Saisonende gerechnet wurde. Nachdem sich bis zum Ende der Spielzeit keine Besserung eingestellt hatte, entschied er sich kurz nach Saisonschluss Ende November zur Beendigung seiner aktiven Laufbahn. 

### Nach der aktiven Laufbahn
Der bis dato beste ausländische Stürmer in der Geschichte der Tippeligaen blieb nach dem Karriereende seinem norwegischen Arbeitgeber treu und übernahm den Trainerposten der Reservemannschaft, während er zudem als Spezialtrainer die Stürmer der Erstligamannschaft betreut. 2015 übernahm Nannskog den Trainerposten beim seinerzeitigen Sechstligisten FC Stockholm Internazionale, den er trotz Aufstiegs in die fünfte Liga im Frühjahr 2016 wieder ab- und an Filip Bergman übergab.
Nannskog arbeitete lange Zeit als TV-Experte für den norwegischen Sender TV 2 sowie anschließend in Schweden für Sveriges Television.

## Erfolge
- Norwegischer Meister: 2008
- Norwegischer Supercup: 2009

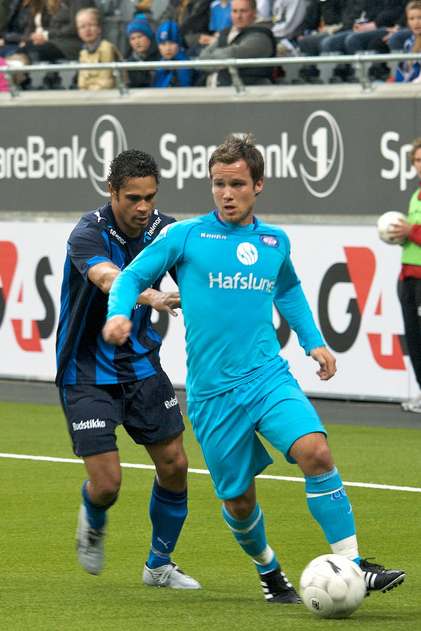
Nannskog (l.) im Zweikampf mit Kristofer Hæstad

- Torschützenkönig Tippeligaen: 2006, 2008
- Torschützenkönig Adeccoligaen: 2005
- Torschützenkönig Superettan: 2001
- Kniksenprisen als Stürmer des Jahres: 2008